# Michael Teschl
Michael Christian Teschl (Århus, 30 de junio de 1971) es un cantante y escritor danés. 
Junto a Trine Jepsen ganó en la final del Dansk Melodi Grand Prix de 1999 con la canción "Denne Gang".
En el Festival de Eurovisión 1999, en Jerusalén, interpretaron en inglés la canción con la que ganaron en el Dansk Melodi Grand Prix, bajo el título "This time I mean it", finalizando en octavo lugar, recibiendo 71 puntos.
En 2003, debutó como concursante en el Big Brother VIP. Ese mismo año Michael Teschl comenzó su carrera como escritor con la novela "Sunde tanker fra en syg sjæl" ("Pensamientos saludables de un alma enferma"). En 2005 publicó la novela Stik farmor en plade y en 2008 Færch - Familien, magten og pengene. 

## Discografía
- Happy Depression, 2000[5]